# Dirk Currie
Dirk Currie (Paramaribo, 26 oktober 1958) is een Surinaams bestuurder en politicus. Hij was directeur van Telesur en Fernandes. In augustus 2025 trad hij aan als minister van Onderwijs, Wetenschap en Cultuur op voordracht van de Nationale Partij Suriname (NPS).

## Biografie
Dirk Currie was van 1987 tot 2016 directeur (ceo) van Telesur, van 2017 tot 2020 directeur (coo) van Fernandes Concern Beheer en van 2020 tot 2025 manager van Your Leadership Toolbox Consultancy.
Naast zijn werk was hij van circa 2015 tot 2025 voorzitter van de Suriname-China Friendship Association, van 2022 tot 2024 voorzitter van Wi Tru Sranan en actief lid van de Vereniging van Economisten in Suriname (VES).
Op 5 augustus werd hij door president Jennifer Simons op voordracht van de NPS beëdigd als minister van Onderwijs, Wetenschap en Cultuur in het kabinet-Simons.

## Onderscheiding
Op 7 januari 2011 werd hij onderscheiden als Commandeur in de Ereorde van de Palm voor zijn verdiensten voor Telesur.